# Miloš Čiernik
Miloš Čiernik (* 19. ledna 1963 Námestovo) je bývalý československý vzpěrač slovenské národnosti, účastník letních olympijských her v roce 1988 a 1992.

## Sportovní kariéra
Je rodákem ze slovenské obce Zubrohlava nedaleko Námestova. Vzpírat začal ve 13 letech v sousedním Bobrově, kde při základní škole vznikl v roce 1976 vzpěračský oddíl (kroužek) Tatran (později Oravan). Trenérem oddílu byl nadšenec do zvedání činek Ján Buc. Po vyučení obráběčem kovů si šel dodělat maturitu na strojní průmyslovku do Košic a vzpíral za místní klub ZŤS Košice pod vedením Karola Gumána. V roce 1981 ho poprvé povolal do juniorské reprezentace trenér Jan Vondrák. V roce 1983 narukoval na vojnu do Prahy, kde se připravoval pod vedením Václava Peterky v Rudé Hvězdě Praha. Po skončení vojenské služby se rozhodl v Praze zůstat, což nelibě nesli zástupci konkurenčního slovenského armádního střediska vrchlového sportu v Trenčíně (Slovák v českém SVS).
Do mužské reprezentace vedené Emilem Brzóskou se prosadil jako nadějný junior poprvé v olympijském roce 1984. Na květnovém mistrovství Evropy ve španělské Vitorii skončil druhý ve dvojboji výkonem 390 kg v kategorii do 100 kg. O start na olympijských hrách v Los Angeles ho však připravil bojkot československé olympijské výpravy. Na zářiové kompenzační soutěži Družba-84 obsadil ve dvojboji 3. místo za výkon 385 kg.
Od roku 1985 začal mít vážné problémy shazováním váhy do 100 kg. Jeho běžná hmotnost byla okolo 110 kg, proto například na mistrovství Evropy v polských Katovicích startoval na poslední chvíli ve vyšší váze do 110 kg. Z Katovic si přesto přivezl tři medaile, v dvojboji bronzovou za výkon 395 kg. V listopadu na mistrovství světa ve švédském Södertälje skončil ve dvojboji na druhém místě, když mu o jednu postupnou váhu unikla magická hranice 400 kg. V roce 1986 si v přípravě na mistrovství Evropy ve východoněmeckém Karl-Marx-Stadtu (Saské Kamenici) natrhl úpon na pravém stehně a vynechal celou sezonu.
V roce 1987 poprvé na vrcholné akci pokořil ve dvojboji hranici 400 kg, ale na medaili nedosáhl. Do olympijské sezony 1988 se rozhodl jít do kategorie do 100 kg. Vynechal mistrovství Evropy v britském Cardiffu a shazování si nechal na zářijové olympijské hry v Soulu. V trhu zvedl základ 175 kg, ale na postupné výšce 180 kg nebyl úspěšný. Před druhou disciplínou dvojboje nadhozu byl průběžně na čtvrtém místě. Na činku si nechal jako základ naložit váhu 210 kg, kterou nezvedl, a soutěž tak ukončil bez platného pokusu v nadhozu. Po olympijských hrách se podrobil operaci kolene a jeho výkonnost šla pod novým reprezentačním trenérem Františkem Škardou a Karlem Duspivou o cca 50 kg ve dvojboji dolů. Přesto v roce 1992 splnil kvalifikační kritéria pro start na olympijských hrách v Barceloně, kde obsadil ve dvojboji 16. místo za výkon 352,5 kg.
Po skončení sportovní kariéry v roce 1993 se vrátil na Slovensko. V roce 2006 pracoval jako kondiční trenér policejních složek v Martině.
Řadil se mezi silové vzpěrače. Technicky zápasil s trhem, kde si po celou sportovní kariéru nesl špatné návyky z domovského oddílu Oravan. Uměl se velmi dobře koncentrovat závod. Měl pověst tichého, skromného, hodného člověka i na pódiu. Trenéři u něho tak postrádali potřebnou sebedůvěru a drzost – umět se hecnout, vydat na pódiu své maximum.

### Výsledky
| Rok                        | Místo                   | Kategorie      | Trh (kg)       | Trh (kg)       | Trh (kg)       | Trh (kg)         | Nadhoz (kg)    | Nadhoz (kg)    | Nadhoz (kg)    | Nadhoz (kg)      | Dvojboj (kg)   | Pořadí           |
| Rok                        | Místo                   | Kategorie      | 1              | 2              | 3              | Pořadí           | 1              | 2              | 3              | Pořadí           | Dvojboj (kg)   | Pořadí           |
| Olympijské hry             | Olympijské hry          | Olympijské hry | Olympijské hry | Olympijské hry | Olympijské hry | Olympijské hry   | Olympijské hry | Olympijské hry | Olympijské hry | Olympijské hry   | Olympijské hry | Olympijské hry   |
| -------------------------- | ----------------------- | -------------- | -------------- | -------------- | -------------- | ---------------- | -------------- | -------------- | -------------- | ---------------- | -------------- | ---------------- |
| 1988                       | Soul, Jižní Korea       | –100 kg        | 175            | 180            | 180            | 4.               | 210            | 210            | 210            | DNF              | —              | DNF              |
| 1992                       | Barcelona, Španělsko    | –110 kg        | 155            | 155            | 160            | 17.              | 192,5          | 200            | 200            | 18.              | 352,5          | 16.              |
| Mistrovství světa          |                         |                |                |                |                |                  |                |                |                |                  |                |                  |
| 1985                       | Södertälje, Švédsko     | –110 kg        |                |                | 175            | Bronzová medaile |                |                | 222,5          | Stříbrná medaile | 397,5          | Stříbrná medaile |
| 1987                       | Ostrava, Československo | –110 kg        |                |                | 180            | 5.               |                |                | 220            | 5.               | 400            | 5.               |
| 1989                       | Athény, Řecko           | –100 kg        | 150            | 155            | 155            | 15.              | 192,5          | 192,5          | 192,5          | DNF              | —              | DNF              |
| 1990                       | Budapešť, Maďarsko      | +110 kg        |                |                | 162,5          | 5.               |                |                | 195            | 7.               | 357,5          | 6.               |
| 1991                       | Donaueschingen, Německo | –110 kg        | 157,5          | 157,5          | 162,5          | 9.               | 190            | 195            | 205            | 9.               | 352,5          | 9.               |
| Mistrovství Evropy         |                         |                |                |                |                |                  |                |                |                |                  |                |                  |
| 1984                       | Vitoria, Španělsko      | –100 kg        | 175            | 175            | 180            | Bronzová medaile | 210            | 215            | 225            | Stříbrná medaile | 390            | Stříbrná medaile |
| 1985                       | Katovice, Polsko        | –110 kg        |                |                | 177,5          | Bronzová medaile |                |                | 217,5          | Bronzová medaile | 395            | Bronzová medaile |
| 1987                       | Remeš, Francie          | –100 kg        |                |                | 180            | 4.               |                |                | 220            | 4.               | 400            | 4.               |
| 1989                       | Athény, Řecko           | –100 kg        | 150            | 155            | 155            | 12.              | 192,5          | 192,5          | 192,5          | DNF              | —              | DNF              |
| 1990                       | Aalborg, Dánsko         | –110 kg        |                |                | 160            | 8.               |                |                | 195            | 9.               | 355            | 9.               |
| 1991                       | Władysławowo, Polsko    | –110 kg        |                |                | 160            | 9.               |                |                | 192,5          | 9.               | 352,5          | 8.               |
| 1992                       | Szekszárd, Maďarsko     | –110 kg        |                |                | 155            | 9.               |                |                | 202,5          | 5.               | 357,5          | 6.               |
| Mistrovství světa juniorů  |                         |                |                |                |                |                  |                |                |                |                  |                |                  |
| 1981                       | Lignano, Itálie         | –90 kg         |                |                | 137,5          |                  |                |                | 190            |                  | 327,5          | 7.               |
| 1983                       | Káhira, Egypt           | –100 kg        |                |                | 172,5          | Stříbrná medaile |                |                | 207,5          | Stříbrná medaile | 380            | Stříbrná medaile |
| Mistrovství Evropy juniorů |                         |                |                |                |                |                  |                |                |                |                  |                |                  |
| 1981                       | Lignano, Itálie         | –90 kg         |                |                | 137,5          |                  |                |                | 190            |                  | 327,5          | 7.               |
| 1982                       | Lublaň, Jugoslávie      | –110 kg        |                |                | 160            |                  |                |                | 207,5          |                  | 367,5          | 4.               |
| 1983                       | San Maríno, San Marino  | –100 kg        |                |                | 170            |                  |                |                | 215            |                  | 385            | Stříbrná medaile |